# Maik Kotsar
Maik-Kalev Kotsar (* 22. Dezember 1996 in Tallinn) ist ein estnischer Basketballspieler.

## Laufbahn
Kotsar, der das Basketballspiel beim Tallinner Verein Audentese SG im Nachwuchsbereich (Noortekoondis) erlernte, verließ sein Heimatland als Jugendlicher und ging an die Sunrise Christian Academy in den US-Bundesstaat Kansas. Er begann 2016 ein Studium an der University of South Carolina in den Vereinigten Staaten und belegte das Hauptfach Finanzwesen. Von 2016 bis 2020 stand er für die Hochschulmannschaft der University of South Carolina in 131 Spielen auf dem Feld (7,8 Punkte, 5,1 Rebounds im Schnitt).
In seinem ersten Jahr als Berufsbasketballspieler überzeugte Kotsar beim deutschen Bundesligisten Hamburg Towers mit 14,2 Punkten je Begegnung (Mannschaftshöchstwert). Im Dezember 2021 bemühte sich Fenerbahçe Istanbul um eine Verpflichtung des Esten, Hamburg lehnte das Angebot mit sechsstelliger Ablösesumme ab. Kotsar kam in seinem zweiten Hamburger Spieljahr in der Bundesliga auf erneut 14,2 Punkte je Begegnung (drittbester Wert innerhalb der Mannschaft).
Ende Juli 2022 wurde er vom spanischen Erstligisten Saski Baskonia verpflichtet. Im Sommer 2024 zog es Kotsar zu den Yokohama B-Corsairs nach Japan.

### Nationalmannschaft
Kotsar war Mitglied der estnischen Jugendnationalmannschaften, 2015 nahm er mit der Studentenauswahl seines Landes an der Sommeruniversiade teil. Kotsar ist A-Nationalspieler Estlands. Bei der Europameisterschaft 2022 führte er seine Mannschaft in den Statistikwertungen Punkte (12,2) und Rebounds (5,6) je Begegnung an.